# Доннелл, Радка
Радка Доннелл урождённая Радка Загорова (	24 ноября 1928, София , Третье Болгарское царство — 13 февраля 2013, Цюрих, Швейцария) — художница по текстилю, писательница, поэтесса, переводчица
, публицист, феминистка.

## Биография
Болгарского происхождения. Дочь болгарского экономиста и политика профессора Славчо Загорова.
В годы Второй мировой войны жила в Германии. В 1951 году эмигрировала в США, где продолжила образование. Получила степень бакалавра искусств в Стэнфордском университете и степень магистра изящных искусств (Master of Fine Arts) в Колорадском университете в Боулдере.

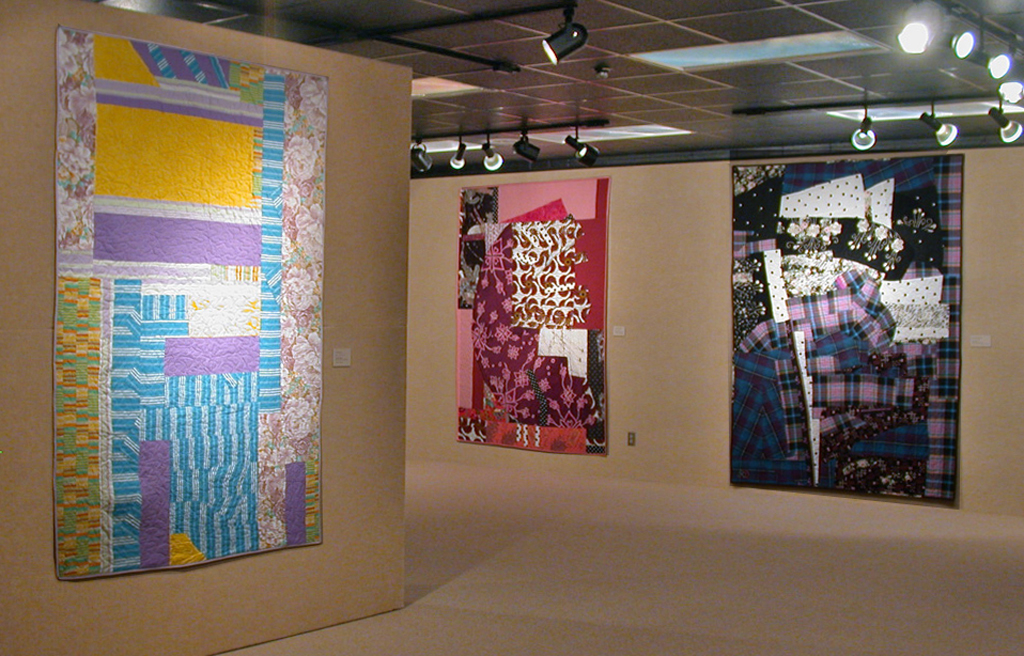
Работы по текстилю Радки Доннелл в галерее Хиллестад, 2003

Как художник сделала себе имя занимаясь декоративно-прикладным искусством, пэчворком и лоскутным шитьём.

## Творчество
Автор стихов и прозы на немецком и английском языках, причём большинство сборников её стихов — на немецком языке. Из многих книг, написанных Доннелл, наиболее известна благодаря книге «Одеяла как женское искусство: поэтика лоскутного одеяла» , опубликованной в 1990 году.

## Избранные произведения
Поэзия
- Das frühlingsbuch, 1994
- In's nächste jahr, Gedichte 1991–1995, 1995
- Die Goldberg variationen, 1997
- Nichtausgeträumt, 2004

Проза
- Die letzte Héloise, (роман, 2000)
- Monets "Nympheas" , 2005

## Публикации на английском языке
- Quilts As Women's Art. A Quilt Poetics, 1990
- Adolf Wölfli, 1997
- Le Corbusier, the Noble Savage: Toward an Archaeology of Modernism, 1998